# Simon Cox
Simon Richard Cox (Reading, Anglia, 1987. április 28. –) ír labdarúgó, aki jelenleg a Nottingham Forestben játszik csatárként. Az ír válogatott tagjaként ott volt a 2012-es Európa-bajnokságon.

## Pályafutása

### Reading
Cox 1996-ban kezdett el szülővárosa csapatánál, a Readingnél edzeni. 2005. szeptember 20-án, egy Luton Town ellen megnyert Ligakupa-meccsen debütált. Október 18-án megkapta első profi szerződését. 2006. szeptember 11-én kölcsönvette a Brentford, ahol négy bajnokin és egy kupameccsen lépett pályára. Szeptember 26-án, a Millwall ellen eltört a lába, így félbeszakadt kölcsönszereplése. 2006. november 22-ére felépült és visszatért a Brentfordhoz. További kilenc mérkőzésen játszott a League One-ban, majd 2007. január 8-án visszatért a Readinghez.
2007. március 22-én ismét kölcsönadták, csapattársával, Alex Pearce-szel együtt a Northampton Townhoz kerültek. Cox eredetileg csak egy hónapig maradt volna, de a szezon végéig meghosszabbították kölcsönszerződését. Miután visszatért a Reading-hez, július 4-én egy évvel meghosszabbította szerződését. Részt vett a csapattal a Béke-kupán, ahol győztes gólt szerzett az Olympique Lyonnais ellen.
2007. augusztus 31-én fél évre kölcsönvette a Swindon Town. Miután visszatért, 2008. január 15-én pályára lépett az FA Kupa negyedik fordulójának újrajátszásán, a Tottenham Hotspur ellen.

### Swindon Town
2008. január 31-én a Swindon Town véglegesen is leigazolta Coxot. A vételárat nem hozták nyilvánosságra a csapatok, de a hírek szerint egy körülbelül 200 ezer font körüli összegről lehetett szó. A transzfer az átigazolási időszak vége előtt mindössze három órával vált hivatalossá. Cox február 9-én, a Huddersfield Town ellen játszott először a csapatban szerződése véglegesítése után. Első gólját a következő meccsen, a Cheltenham Town ellen szerezte, csapata 3-0-ra győzött.
A Hartlepool United, a Scunthorpe United és a Northampton Town ellen is mesterhármast szerzett. A 2008/09-es idényben 29 bajnoki gólt szerzett, rajta kívül csak a Southampton támadója, Rickie Lambert volt erre képes az angol labdarúgás legfelső négy osztályát figyelembe véve. A jó teljesítményre más csapatok is felfigyeltek, a Swindon 2009 májusában két érte tett ajánlatot is elutasított, az egyik a Leicester City-től, a másik egy meg nem nevezett klubtól érkezett.

### West Bromwich Albion
Cox 2009. július 8-án a West Bromwich Albionhoz igazolt, ahol két évre szóló szerződést írt alá. A klub 1,5 millió fontot fizetett érte. Egy hónappal később, a 2009/10-es szezon első meccsén, a Newcastle United ellen debütált. A 81. percben csereként állt be Chris Wood helyére. Első gólját 2009. augusztus 26-án, a Rotherham United ellen lőtte a Ligakupában. A hosszabbításban szerzett találat 4-3-as győzelmet ért a WBA-nak. Az évad során összesen 34 meccsen játszott és 10 gólt szerzett, csapata pedig kivívta a feljutást a Premier League-be.
A 2010/11-es idény első heteiben mindössze kétszer játszhatott a bajnokságban. A Ligakupában azonban kezdőként kapott szerepet, és élt is a lehetőséggel. A harmadik körben győztes gólt szerzett a Manchester City ellen (2-1), a következő fordulóban pedig duplázott a Leicester City ellen (4-1).
Jó teljesítménye elismeréseként 2010. november 1-jén, a Blackpool ellen kezdőként léphetett pályára a Premier League-ben, de mindössze 12 percnyi játék után lecserélték, mert a játékvezető kiállította a West Brom egyik játékosát. Első élvonalbeli gólját 2011. április 23-án, a Tottenham Hotspur ellen szerezte, amivel pontot mentett csapatának. A találatot a BBC később a hónap góljának is megválasztotta. A következő három bajnokin kezdő volt.
A 2011/12-es évadban végig alapembernek számított a birminghamieknél. Jó teljesítményére a Celtic is felfigyelt, akik jelezték érdeklődésüket a West Bromwich Albion felé.

### Nottingham Forest
2012. augusztus 11-én hároméves szerződést írt alá az angol másodosztályú Nottingham Forest csapatához.

## Válogatott
Bár Cox Angliában született, egyik nagyanyja Írországban született, ezért szerepelhet az ír válogatottban. 2011. május 5-én kapta meg első behívóját, a sérült Damien Duff helyére került a keretbe. Pár nappal később, Észak-Írország ellen be is mutatkozhatott, és gólt is szerzett, ő állította be az 5-0-s végeredményt. A következő két hétben még négy alkalommal játszott a válogatottban. 2011. június 7-én, Olaszország ellen megszerezte második válogatottbeli gólját. Október 11-én, az Örményország elleni Eb-selejtezőn őt választották a meccs legjobbjának. 2012. február 29-én egy Csehország elleni barátságos meccsen is gólt szerzett. Az írek kijutottak a 2012-es Európa-bajnokságra, Cox is bekerült a tornára utazó 23 fős keretbe.

## Fordítás
- Ez a szócikk részben vagy egészben  a   Simon Cox (footballer born 1987) című angol Wikipédia-szócikk fordításán alapul.  Az eredeti cikk szerkesztőit annak laptörténete sorolja fel. Ez a jelzés csupán a megfogalmazás eredetét és a szerzői jogokat jelzi, nem szolgál a cikkben szereplő információk forrásmegjelöléseként.

## Külső hivatkozások
- Simon Cox pályafutásának statisztikái a Soccerbase oldalon (angolul)

- Simon Cox adatlapja a West Brom honlapján
- Simon Cox statisztikái a BBC Sporton Archiválva 2013. október 2-i dátummal a Wayback Machine-ben